# Kryptopterus
Kryptopterus es un género de peces de la familia Siluridae en el orden de los Siluriformes.

## Especies
Las especies de este género son:
- Kryptopterus baramensis (Ng, 2002)
- Kryptopterus bicirrhis (Valenciennes 1840)
- Kryptopterus cheveyi (Durand, 1940)
- Kryptopterus cryptopterus (Bleeker, 1851)
- Kryptopterus dissitus (Ng, 2001)
- Kryptopterus geminus (Ng, 2003)
- Kryptopterus hesperius (Ng, 2002)
- Kryptopterus lais  (Bleeker 1851)
- Kryptopterus limpok (Bleeker 1852)
- Kryptopterus lumholtzi (Rendahl, 1922)
- Kryptopterus macrocephalus (Bleeker, 1858)
- Kryptopterus minor Roberts, 1989
- Kryptopterus mononema (Bleeker, 1847)
- Kryptopterus palembangensis (Bleeker, 1852)
- Kryptopterus paraschilbeides (Ng, 2003)
- Kryptopterus parvanalis (Inger & Chin, 1959)
- Kryptopterus piperatus (Ng, Wirjoatmodjo & Hadiaty, 2004)
- Kryptopterus platypogon (Ng, 2004)
- Kryptopterus sabanus (Inger & Chin, 1959)
- Kryptopterus schilbeides (Bleeker, 1858)
- Kryptopterus vitreolus Ng & Kottelat, 2013